# Feature-Request
Feature-Request (von engl. feature = Eigenschaft, Fähigkeit, Funktion; request = Antrag, Anfrage, Wunsch; auch Leistungsmerkmalanforderung) oder Verbesserungsvorschlag bezeichnet die Anfrage, eine Software um eine neue Funktion zu erweitern oder die vorhandene Funktionalität zu verändern.

## Weitere Einzelheiten
Zu unterscheiden ist ein Feature-Request von einer Anforderung zur Fehlerbehebung, genannt Fehlerbericht oder englisch bug report. Die gewünschten Merkmale sind neu und damit nicht als Abweichung von zugesagten Eigenschaften einzustufen.
Häufig unklar sind jedoch die Grenzen zwischen Merkmal und Fehler (Programmfehler, bug), nämlich dann, wenn bei einem „unerwarteten Verhalten“ der Software darüber diskutiert wird, ob das Verhalten fehlerhaft oder gewollt ist: It’s not a bug, it’s a feature (frei ins Dt. übersetzt: „Es ist kein Fehler, sondern eine Funktion.“) ist in dieser Situation eine gängige Redensart.
Für Klarheit kann der Einsatz eines Anforderungsmanagements sorgen. Wenn gewünschte Leistungsmerkmale als Anforderung beschrieben sind, dann ist die Nicht-Erfüllung einer Anforderung ein Softwarefehler. Wenn dagegen ein erwartetes Verhalten nicht in den Anforderungen beschrieben ist, dann darf dies nach den Regeln des Qualitätsmanagements nicht als „Fehler“ bezeichnet werden, sondern als „Mangel“. Das Gleiche gilt, wenn die Anforderungen ein Verhalten beschreiben, das die Eignung der Software für ihren Einsatzzweck einschränkt.
Oft wird bei Softwareprojekten ein sogenannter Bugtracker verwendet, mit dem Feature-Requests strukturiert entgegengenommen, verwaltet und verfolgt werden können.
Im Anforderungsmanagement wird oft zwischen wünschenswerten (nice to have) und notwendigen (must have) Merkmalen unterschieden.